# Chesterhill (Ohio)
Pour les articles homonymes, voir Chesterhill.
Chesterhill est un village américain situé dans le comté de Morgan, dans l'Ohio. Selon le recensement de 2010, sa population est de 289 habitants.